# Nemacheilus sp. nov.
Nemacheilus sp. nov. là một loài cá vây tia thuộc họ Balitoridae. Loài này chỉ có ở Israel.
Môi trường sống tự nhiên của chúng là hồ nước ngọt.